# Johannes Heydekyn von Sonsbeck
Johannes Heydekyn von Sonsbeck (* um 1450 in Sonsbeck; † um 1516) war ein römisch-katholischer Priester, Augustiner-Chorherr, Historiker und geistlicher Schriftsteller.

## Historischer Hintergrund
Die Windesheimer Reformkongregation der Augustinerchorherren ergriff 1443 die Gelegenheit, im leerstehenden, ehemaligen Zisterzienserinnenkloster Kirschgarten vor Worms eine Niederlassung zu gründen. Die Neugründung wurde schnell zu einem Erfolg und lokalen Zentrum der kirchlichen Erneuerung. Während des Bauernkrieges wurde der Konvent 1525 zerstört und ging unter.

## Leben und Wirken
Johannes Heydekyn stammte aus Sonsbeck am Niederrhein und trat um 1472 in das Kloster Kirschgarten ein. Bischof Reinhard I. von Sickingen weihte ihn, laut eigener Angabe, zum Priester.
Dort gab es mindestens zwei weitere Chorherren aus seiner Heimatstadt, möglicherweise Verwandte von ihm. Einer war Johannes Sonsbeck, der um 1460 in das von Kirschgarten aus neu gegründete Filialkloster Birklingen ging, 1463 dort Prior wurde, ab 1473 im gleichen Amt das Kloster Kirschgarten leitete und 1482 an der Pest starb. Der andere hieß Hermann Sonsbeck, wurde 1503 Prior von Kirschgarten, starb aber schon am 2. Januar 1504.
Johannes Heydekyn war ab 1495 oder 1496 Subprior, ab 1504 bis zu seinem Tod Prior des Stiftes Kirschgarten.
Der Konvent unterhielt ein bedeutendes Skriptorium, in dem Heydekyn tätig war. Hier verfasste er um 1500 unter Verwendung älterer Quellen, die heute nicht mehr vorhanden sind, seine Handschrift Chronica civitatis Wormatiensis (Kirschgartener Chronik). Dieses Manuskript ist eine wertvolle Quelle für viele lokalgeschichtlich bedeutsame Ereignisse und Fakten und für die Geschichte des Bistums Worms. Die Chronik überliefert u. a. auch die Viten des seligen Erkenbert von Frankenthal und des Bischofs Burchard von Worms. Die Chronik lag über Jahrhunderte unbeachtet im Stadtarchiv Worms und wurde erst 1880 wiederentdeckt. Zwei weitere wichtige Werke des Johannes Heydekyn von Sonsbeck bilden die Reisebeschreibung der Pilgerfahrt von Kurfürst Ludwig III. von der Pfalz ins Heilige Land und eine Vita des Hl. Joachim. Beide sind verschollen.
Zur Zeit von Johannes Heydekyn wirkte auch sein Mitbruder Johannes von Lambsheim als Autor im Kloster Kirschgarten. Heydekyn stand in freundschaftlichem Kontakt mit dem Sponheimer Abt Johannes Trithemius sowie mit den Wormser Bischöfen Reinhard I. von Sickingen und Johann III. von Dalberg. Ersterem widmete er 1497 seine Schrift Dialogus de amore et inquisicione vere sapiencie, in der er auch seiner Verehrung für Bischof Dalberg Ausdruck verleiht.